# Sune Carlson
Sune L. Carlson, född 8 april 1909 i Gryts församling, Södermanlands län, död 22 september 1999 i Uppsala, var en svensk företagsekonom och professor.

## Biografi
Carlson tog 1932 ekonomisk examen (DHS) vid Handelshögskolan i Stockholm doktorerade 1936 vid University of Chicago.
Han var från 1937 extra lärare vid Handelshögskolan i Stockholm, blev 1941 docent och var 1946–1955 professor i företagsekonomi där. Från 1958 var han professor vid Uppsala universitet, efter att ha återvänt från arbete inom FN.
Carlson blev 1959 ledamot av Kungliga Humanistiska Vetenskapssamfundet i Uppsala, 1960 av Kungliga Vetenskapssamhället i Uppsala, 1965 av Kungliga Ingenjörsvetenskapsakademien och 1972 ledamot av Kungliga Vetenskapsakademien. Han promoverades 1964 till filosofie hedersdoktor vid Helsingfors universitet och 1965 vid Uppsala universitet. Han var ledamot i Kommittén för Sveriges Riksbanks pris i ekonomisk vetenskap till Alfred Nobels minne 1973–1979. Han återkom som adjungerad ledamot i kommittén 1985.

### Politiska uppdrag
Carlson var sekreterare i Priskontrollnämnden 1939–1941 och hade från 1950-talet flera internationella uppdrag, bland andra för FN. Han var representant i FN:s tekniska hjälp i Israel 1952–1953 och i Bolivia 1954. Han var 1955–1958 chef för ekonomiska byrån inom det departementet kopplat till FN:s ekonomiska och sociala råd, och hade från 1959 konsultuppdrag för Unesco och FN. Han arbetade inom OECD 1964–1965.